# 尚歯会
尚歯会（しょうしかい）は、江戸時代後期に蘭学者、儒学者など幅広い分野の学者・技術者・官僚などが集まって発足した会の名称。主宰は遠藤泰通（遠藤勝助）。

## 概要
構成員は高野長英、小関三英、渡辺崋山、江川英龍、川路聖謨などとされ、シーボルトに学んだ鳴滝塾の卒業生や江戸で吉田長淑に学んだ者などが中心となって結成された。
当初は天保の大飢饉などの相次ぐ飢饉対策を講ずるために結成されたといわれる。従来の通説では西洋の学問を中心にした集まりとされたが、主宰の泰通は儒学者であり、蘭学に限らない、より幅の広い集団であったようである。鎖国下の当時、西洋の学問を学ぶことはある程度容認されていたが、幕府によって制限が設けられていた。そのため表向きには「歯を大切にする」という意味の「尚歯」を会の名前に使い、尚歯会と名乗って高齢の隠居者・知恵者やそれを慕う者の集まりとした。
尚歯会で議論される内容は当時の蘭学の主流であった医学・語学・数学・天文学にとどまらず、政治・経済・国防など多岐にわたった。一時は老中・水野忠邦もこの集団に注目し、西洋対策に知恵を借りようと試みていた。しかしこれが災いして、幕府内の蘭学を嫌う保守勢力の中心であった鳥居耀蔵によって長英は投獄、崋山は禁固（蟄居）となり、三英も逮捕をおそれて自殺した（蛮社の獄。蛮社とは尚歯会の蔑称である）。近年までは江戸時代における一大思想弾圧事件として取り扱われていたが、上述のように実態は鳥居による政敵とみなされた者への排除のための冤罪事件といえるというのが通説である。
これに対して、尚歯会の会員で蛮社の獄で断罪されたのは崋山と長英のみであり、その容疑も海外渡航や幕政批判・処士横議で、会の主宰であった遠藤をはじめ他の関係者は処罰されておらず、尚歯会は弾圧されていないことが指摘されている。尚歯会の実態には不明な点も少なくないが、藤田東湖や松崎慊堂も会員であった一方で、江川や川路は尚歯会の会員ではなく、水野が尚歯会に力を借りようとした事実もない。蛮社の獄は緩み始めた鎖国の排外的閉鎖性の引き締めを幕府が図った事件であるとの説が提示されている。

## 一般名詞としての尚歯会
尚歯は（「尚」はとうとぶ、「歯」は、年歯、年齢）、老人をたいせつにし、うやまうこと、敬老である。
尚歯会は、最高齢の主人を含む7人の高齢者が招かれ、あるいは集まり、詩賦、あるいは和歌を作る、音楽歌舞の遊宴である。7人は「七叟」と、その他は「垣下」といって相伴した。もとは845年、中国（唐）で白居易が催した故事が起源である。以下、日本におけるそれについて述べる。
日本における尚歯会は貞観19年（877年）、南淵年名によってその山荘で行なわれたのが最初であるとされる。「皇年代略記」陽成には「元慶元年三月大納言南淵年名設二尚歯会宴一」とあり、「濫觴抄」下には「尚歯会　陽成二年丁酉（貞観十九）三月南淵年名設」とある。
その後、安和2年（969年）3月13日、藤原在衡によって粟田山荘で（日本紀略、本朝文粋）、天承元年（1131年）3月（20日とも22日とも）、藤原宗忠によって白河山荘で（百練抄、長秋記、今鏡、古今著聞集）で、それぞれ開かれたが、これらは白居易の先例にならって詩賦の遊宴であった。
承安2年（1172年）3月19日、藤原清輔によって白河の宝荘厳院において催されたのが、和歌の尚歯会の最初である（百練抄、愚昧記）。
ついで養和2年（1182年）、賀茂重保もまたこれを襲い（古今著聞集）、これ以後、尚歯会は詩賦と和歌との2に分かれた。
江戸時代になると年賀の席で兼ねて行なわれ、また連歌、俳諧を交えても行なわれた。
「風のしがらみ」によれば、宝永4年（1707年）12月11日、中院通茂が77歳のとき尚歯会を催して、「よにはまたあらしといひしむしろにもけふのまとゐはとしそかすそふ」。尚歯会7人は、僧一峯 妙心寺 95歳、伊藤忠恕 85歳 松平兵部少輔内、小畠了達 猿楽大夫 83歳、坂口立益 82歳 青山播磨守内、堯意 大仏玄雲院前大僧正 79歳、内府 77歳、難波内蔵権頭 一条殿諸大夫 77歳であった。
「渡辺幸庵対話」「嬉遊笑覧」によれば、宝永5年（1708年）12月、谷中感応寺のとなりの草庵で、渡辺幸庵の尚歯会があった。そのとき渡辺は127歳で上座して、「長生殿裏春秋富」「不老門前日月遅」の2句を書いて壁に掛けた。会の様子は「渡辺幸庵対話」に詳しい。
『翁草』によれば、正徳5年（1715年）3月、江戸で、生島幽軒八十の賀に、老人7人の集会があった。すなわち榊原越中守家来 初名金五郎 志賀瑞翁 167歳、医師 小林勘斉 136歳、松平肥後守内 佐治宗見 107歳、旗本 初名権左衛門 石寺宗寿 97歳、医師 谷口一雲 93歳、旗本 下条長兵衛 93歳、浪人 岡本半之烝 83歳、旗本 初名山田市之烝 亭主 生島幽軒 81歳。
『翁草』によれば、享保8年（1723年）3月1日、霊元法皇の御所から高寿の人を召され、尚歯会に准られ、料理を下された。その面々は、御姉宮 普明院宮 90歳、醍醐水本 釈迦院大僧正有雅 90歳、西洞院大納言時成 79歳、藤波正二位景忠 77歳、仙洞之女房 大進 82歳、医官 法印浦野道英 78歳、針師 法眼岸本寿賢　120歳、上北面 松室仲観 82歳、同 松室洞然 79歳、楽人 窪甲斐守 87歳、針師 高谷玉泉 76歳。
「武江年表」によると、享保11年（1726年）11月18日、「大道寺友山翁尚歯会、志賀随翁、其余六人の翁会すると云、姓名未詳」という。
「視聴草」によると、明和6年（1769年）奥医師武田長春院の尚歯会が仙台河岸の別荘であった。そのときの面々は74歳 柳生播磨守、72歳 青木文蔵、72歳 戸田五助、73歳 桂川甫筑、73歳 望月三英、74歳 寺町三智、73歳 原武大夫、76歳 野村友松、73歳 原雲庵、77歳 梶原平蔵兵衛、78歳 今井玄周、73歳 片山宗夢、75歳 万吉、97歳 万吉内 喜太郎、70歳 武田長春院。
「尾張名所図絵」によると、安永10年（1781年）3月9日、内藤閑水の催しで府下高齢者9人が金剛山長栄寺に集会し尚歯会があり、それぞれ詩歌連俳を詠出したという。その面々は、
- 都筑高 字柔克、号二千秋斉一、俗称道喜、104歳、詩賦
- 清水成利 号二集木軒一、俗称将作、93歳、和歌
- 松平秀雲 字士龍、号二君山一、俗称太郎右衛門、85歳、詩賦
- 僧杲照 東界寺前住、字達仙、号二幸山一、84歳、和歌
- 僧恵胤 当時隠居、字定保、号二明星庵一、83歳、詩賦
- 子鹿存 字良興、号二無孔笛一、82歳、詩賦　狂歌
- 横井並明 字伯懐、号二半掃庵一、称二暮水又也有一、80歳、和歌
- 永田忠良 号二鳥集軒一、俗称古仙、80歳、俳句
- 僧覚融 天王坊前住、字宏道、号二白雲居一、80歳、和歌

天明6年（1786年）3月7日、徳川家の浚明院（家治）五十初度の尚歯会があった。若年寄の酒井石見守忠休、加納遠江守久堅、御側佐野右兵衛尉茂承、松平因幡守康卿が宴に列して、八丈縞を賜わり、紅裏のついた衣服の着用を許された（天明尚歯会）。
2022年時点でも、住吉学園の開催する敬老会が尚歯会と称している（新型コロナウイルス感染症 (2019年)流行の為、2021・2022年は地元の住吉中学講堂における演奏・芸人演芸は中止）。